# Wilhelm Rudnigger
Wilhelm Rudnigger (* 9. Mai 1921 in Klagenfurt; † 18. Oktober 1984 ebenda) war ein humoristischer Kärntner Mundartdichter, Lyriker und Hörspielautor.

## Leben
Rudnigger absolviert nach seinem Schulbesuch in Klagenfurt eine Schriftsetzerlehre und war danach als Postbeamter tätig. Im Zweiten Weltkrieg war er in Russland eingesetzt und geriet dort in Kriegsgefangenschaft. 1947 kehrte er nach Klagenfurt zurück und arbeitete dort wieder hauptberuflich zunächst als Postbeamter, später als Finanzbeamter.
Überregional bekannt wurde er sowohl als humoristischer Mundartautor als auch als Sprecher von Hörspielen beim Kärntner Radio und auf Schallplatte. Außerdem wirkte er als Conférancier. Er schuf zahlreiche Zeichnungen und schrieb für die Zeitschrift Simplicissimus.

## Werke (Auswahl)
- Gesetzt den Fall … Heitere Reflexionen aus dem Spiegel der menschlichen Schwächen. Illustrationen von Sepp Schmölzer, Carinthia, Klagenfurt, 1952.
- Frisch von der Feder weg. Europäischer Verlag, Wien 1953.
- Gedichtlan seind Gloggn. Carinthia, Klagenfurt 1954.
- In jeglichem Dunkel lebt Licht. 1954.
- Wia a Joahr is das Lebn. Verlag Welsermühl, Wels 1959.
- Gedichte mit doppeltem Boden. Verlag Gesellschaft zur Förderung Neuer Kunst, Villach 1961.
- Silvester Skurillo. Petrei Verlag, Maria-Rain 1963.
- Mein Schildkrötenschlitten. Carinthia, Klagenfurt 1964.
- A Mensch ohne Lachn is a Schlaf ohne Tram. 1964; 5. erw. Auflage Carinthia, Klagenfurt 1967.
- Gebete aus dem Garten Gottes. Gedichte. Petrei, Maria Rain 1964; 17. Aufl. 1981, ISBN 3-85378-020-2.
- Kumm guat ham! A greimte und gezeichnete Fahrschul. Zeichnungen von Rolf Totter. Carinthia, Klagenfurt 1966.
- Lustige Anatomie und Heitere Berufe. Vergnügliche Vortragsgedichte im Volkston. Illustrationen von Klaus Amsüß. Landskron Verlag, Landskron/Villach 1967
- Am bestn redt ma, das is gwiss, wia an da Schnabl. gewachsn is … Vergnügliche Vortragsgedichte im Volkston, Verlag Carinthia, Klagenfurt 1968.
- Ein Baum voll Nachtigallen … Gesammelte Gedichte, Verlag Carinthia, Klagenfurt 1968.
- A herzhaftes Lachn is die beste Arznei … Vergnügliche Vortragsgedichte im Volkston. Verlag Carinthia, Klagenfurt 1971.
- In der Bar der roten Spinnen Tentamen, Stuttgart 1977, ISBN 3-921625-07-6.
- Am Gashahn dreh' zu keiner Frist – es sei denn, dass es Lachgas ist … Gesammelte Witze mit Schmunzelvierzeilern, Verlag Carinthia, Klagenfurt 1980.
- Der Brucknputzpepe und andere lustige Gedichte. 1984.
- Blumengebete. Stoßseufzer aus dem Garten Gottes. Carinthia, Klagenfurt 1992, ISBN 3-85378-346-5.
- Das Beste von Wilhelm Rudnigger. Styria regional, Carinthia, Wien/Graz/Klagenfurt 2015, ISBN 978-3-7012-0198-3.

### Hörspiele
- Träume sind Schäume
- ca. 1975: Die lustigen Kärntner Wilhelm Rudnigger – Beim Elfe-Läutn LP
- ca. 1980: Frühschoppen mit Wilhelm Rudnigger, Help Records (Tyrolis Music)